# Zeitdilatation bewegter Teilchen

Zusammenhang zwischen dem Lorentzfaktor γ und der Relativgeschwindigkeit.

Die Zeitdilatation bewegter Teilchen kann durch Lebensdauer- bzw. Zerfallszeitmessungen von Teilchen bestimmt werden. Die Zeitdilatation gemäß der speziellen Relativitätstheorie besagt, dass wenn eine Uhr C zwischen zwei synchronisierten, in einem Labor ruhenden Uhren A und B bewegt wird, sie gegenüber den beiden Uhren zeitlich nachgeht. Da prinzipiell jeder periodische Vorgang als Uhr bezeichnet werden kann, gilt dies z. B. auch für die Lebensdauern bzw. Zerfallszeiten von instabilen Teilchen wie beispielsweise Myonen. Das heißt, bewegte Myonen müssten eine längere Lebensdauer haben als ruhende. Zum Nachweis dieses Effekts werden Messungen in der Atmosphäre als auch in Teilchenbeschleunigern mit verschiedenen Teilchenarten durchgeführt, wobei alle Resultate die Zeitdilatation bestätigen. Andere Experimente zur Zeitdilatation gehören zur Gruppe der Ives-Stilwell-Experimente (vgl. auch Tests der speziellen Relativitätstheorie).

## Atmosphärische Tests

### Theorie
Es wird gemessen, dass beim Auftreffen der kosmischen Strahlung auf die Moleküle der oberen Luftschichten in 9 bis 12 Kilometern Höhe Myonen entstehen. Sie sind einer der Hauptbestandteile der sekundären kosmischen Strahlung und bewegen sich in Richtung Erdoberfläche mit nahezu Lichtgeschwindigkeit. Das Experiment hängt von der Halbwertszeit der Myonen ab, die wiederum von den relativistischen Korrekturen folgender Größen beeinflusst wird: a) der mittleren Lebensdauer der relativ zur Erde bewegten Myonen und b) der Ausdehnung von der oberen bis zur unteren Atmosphärenschicht (bei der Erdoberfläche). Diese Messsituation ermöglicht die Anwendung der gemäß Relativitätsprinzip in allen Inertialsystemen gültigen Formeln für die Zeitdilatation und Längenkontraktion auf die für dieses Experiment relevanten Objekte, nämlich die Atmosphäre ruhend in S und den Myonen ruhend in S′:
Zeitdilatation und Längenkontraktion
Ausdehnung der Atmosphäre: Die Kontraktionsformel ist {\displaystyle L=L_{0}/\gamma } wo L0 die Ruhelänge der Atmosphäre und {\displaystyle L} ihre bewegt-kontrahierte Länge ist. Da die Atmosphäre in S ruht, gilt {\displaystyle \gamma =1} und es wird ihre Ruhelänge {\displaystyle L=L_{0}} gemessen. Da sie in S′ bewegt ist, gilt {\displaystyle \gamma >1} und es wird ihre kontrahierte Länge {\displaystyle L'=L_{0}/\gamma } gemessen.
Lebensdauer des Myons: Die Zeitdilatationsformel ist {\displaystyle T=T_{0}\cdot \gamma } oder {\displaystyle T_{0}=T/\gamma }. Hier ist {\displaystyle T_{0}} die mittlere Ruhelebensdauer (Eigenzeit) des Myons und {\displaystyle T} die entsprechende Zeitdauer in relativ zum Myon bewegten Systemen. Da das Myon in S′ ruht, gilt {\displaystyle \gamma =1} und es wird die Eigenzeit {\displaystyle T'=T_{0}} gemessen. Da es in S bewegt ist, gilt {\displaystyle \gamma >1}, woraus folgt, dass die gemessene Zeit {\displaystyle T} größer ist als {\displaystyle T_{0}}, letztere ist also dilatiert bezüglich {\displaystyle T}. [Zu Vergleichszwecken kann ein weiteres, auf der Erde ruhendes Myon mit derselben Ruhezerfallszeit betrachtet werden. In S zerfällt dieses Myon-S also schneller als Myon-S′, während dies in S′ genau umgekehrt ist.]
- In S hat Myon-S′ eine größere Lebensdauer als Myon-S. Somit hat Myon-S′ genügend Zeit, um die Ruhelänge der Atmosphärenschichten bis zur Erdoberfläche zu durchdringen.
- In S′ hat Myon-S eine größere Lebensdauer als Myon-S′. Das ist jedoch kein Problem, denn die Atmosphäre ist hier bewegt und somit kontrahiert in Bezug zu ihrer Ruhelänge. Dadurch reicht selbst die geringere Lebensdauer von Myon-S′ aus, bis die bewegte Atmosphäre vorbeigezogen und die Erdoberfläche angekommen ist.

Minkowski-Diagramm
Ein Myon entsteht am Ortsnullpunkt (Ereignis A) durch Kollision von Strahlung mit dem oberen Ende der Atmosphäre. Es ruht in S′, seine Weltlinie ist die ct′-Achse. Das obere Ende der Atmosphäre ruht in S, seine Weltlinie ist die ct-Achse. Auf der x-Achse bzw. x′-Achse befinden sich alle Ereignisse, die in S bzw. S′ gleichzeitig mit der Myonenentstehung auftraten. Bei Ereignis D treffen sich Erde und Myon. Da die Erde in S ruht, wird ihre Weltlinie (identisch mit dem unteren Ende der Atmosphäre) durch D parallel zur ct-Achse gezogen, bis sie sowohl die x′-Achse als auch die x-Achse schneidet.
Zeiten: Der zeitliche Abstand zwischen zwei Ereignissen, die auf der Weltlinie einer einzigen Uhr liegen, wird als Eigenzeit bezeichnet. Sie ist eine der grundlegenden Invarianten der Relativitätstheorie. Da die Entstehung des Myons bei A und das Zusammentreffen mit der Erde bei D auf der Weltlinie des Myons liegen, kann nur eine mit dem Myon mitbewegte und somit in S′ ruhende Uhr die Eigenzeit T′0=AD anzeigen. Aufgrund der Invarianz von AD muss die Myonenuhr auch im Erdsystem S genau dieselbe Zeit zwischen den Ereignissen anzeigen, und weil die Myonenuhr hier bewegt ist, ist T′0=AD bezüglich der in S ruhenden Uhren dilatiert. Dies kann anhand der deutlich längeren, von den S-Uhren parallel zur ct-Achse angezeigten Zeitspannen T=BD=AE, erkannt werden.
Längen: Ereignis B, wo die Weltlinie der Erde die x-Achse schneidet, entspricht in S der Position der Erde zum Zeitpunkt der Myonenentstehung. Ereignis C, wo ihre Weltlinie die x′-Achse schneidet, entspricht in S′ der Position der Erde zum Zeitpunkt der Myonenentstehung. Länge L0=AB in S ist also deutlich länger als L′=AC in S′.

### Experimente

Ergebnis des Frisch-Smith-Experiments. Zerfallskurven gemäß der Formeln für und.

Durch eine spezielle Filteranordnung ist es möglich, die Messung auf solche Myonen zu beschränken, die sich mit einer bestimmten Geschwindigkeit bewegen. Der Vergleich der gemessenen Anzahlen ermöglicht es, die mittlere Lebensdauer als auch die Halbwertszeit der schnell bewegten Myonen zu bestimmen. Bei atmosphärischen Messungen ist {\displaystyle N} die Anzahl der gemessenen Myonen in größeren Höhen, {\displaystyle M} auf Meereshöhe, {\displaystyle Z} ist die Laufzeit im Ruhesystem der Erde um diese Distanz zu durchqueren, und {\displaystyle T_{0}} die mittlere Ruhelebensdauer der Myonen:
{\displaystyle {\begin{aligned}M_{\mathrm {Newton} }&=N\exp \left[-Z/T_{0}\right]\\M_{\mathrm {SRT} }&=N\exp \left[-Z/\left(\gamma T_{0}\right)\right]\end{aligned}}}

#### Rossi-Hall
Bruno Rossi und David Hall (1941) waren die ersten, die solche Experimente durchgeführt haben. Die Detektoren befanden sich in Echo Lake (3240 m) und Denver (1616 m) in Colorado, bei einem Höhenunterschied von 1624 m. Die Myonen bewegten sich dabei mit Geschwindigkeiten von über 0,99 c, und es wurde ihr Impuls und ihre Anzahl gemessen. Es ergab sich, dass die Reichweite der Myonen von ihrem relativistischen Impuls abhängt, was wiederum in Übereinstimmung mit der größeren Lebensdauer aufgrund der Zeitdilatation der schneller bewegten Myonen ist. Aus der Impuls- und Zeitdilatationsformel konnte umgekehrt auch die mittlere Ruhelebensdauer der Myonen auf ungefähr 2,4 µs bestimmt werden, in qualitativer Übereinstimmung mit den damals bekannten Laborergebnissen (moderne Experimente präzisierten diesen Wert auf ≈ 2,2 µs).

#### Frisch-Smith
Ein ähnliches Experiment wurde mit erhöhter Präzision von David H. Frisch und Smith (1962) ausgeführt und in einem Lehrfilm dokumentiert. Pro Stunde wurden ungefähr 563 Myonen am Mount Washington (1917 m) beobachtet. Durch Bestimmung ihrer kinetischen Energie ergab sich dort eine Geschwindigkeit zwischen 0,995 c und 0,9954 c. Ein zweiter Messpunkt lag auf Meereshöhe in Cambridge. Bei einer Geschwindigkeit von ~0,995 c ergibt dies für den unbewegten Beobachter eine Flugzeit von 6,4 Mikrosekunden. Gäbe es keine Zeitdilatation, würden bei einer mittleren Ruhelebensdauer von 2,2 µs nur 27 Myonen pro Stunde ans Ziel kommen. Tatsächlich kamen jedoch ungefähr 412 Myonen pro Stunde am Ziel an, woraus Frisch und Smith einen Zeitdilatationsfaktor von 8,8 ± 0,8 folgerten.
Frisch und Smith zeigten, dass dies in Übereinstimmung mit der Zeitdilatation der speziellen Relativitätstheorie ist: Der Zeitdilatationsfaktor der Myonen auf dem Berg ergibt sich bei den angegebenen Geschwindigkeiten von 0,995 c bis 0,9954 c mit ungefähr 10,2. Hingegen die aus der kinetischen Energie ermittelte Geschwindigkeit der Myonen auf Meereshöhe ergab Werte zwischen 0,9881 c und 0,9897 c (da sie durch die Luft etwas verlangsamt worden waren), und der entsprechende Zeitdilatationsfaktor wurde folglich auf ungefähr 6,8 reduziert. Vom Berg (≈ 10,2) bis zur Meereshöhe (≈ 6,8) ergibt sich also ein durchschnittlicher Zeitdilatationsfaktor von 8,4 ± 2, was im Rahmen der Messgenauigkeit mit dem empirischen Wert übereinstimmt (siehe obige Formeln und Bild für die Berechnung der Zerfallskurven).

#### Weitere Experimente
Seitdem werden solche Experimente, die Lebenszeit und Zeitdilatation von Myonen in der Atmosphäre bestimmen, routinemäßig in Experimenten für das grundständige Studium durchgeführt, siehe beispielsweise Easwar u. a.(1991), oder Coan et al. (2006).

## Beschleunigertests

### Zeitdilatation und CPT-Theorem
Tests der Teilchenzerfallszeiten und Nachweise der Zeitdilatation werden jedoch vor allem in Teilchenbeschleunigern durchgeführt, mit deutlich größerer Genauigkeit als in atmosphärischen Tests. Darüber hinaus wurde durch Vergleich der Lebensdauern von positiven und negativen Teilchen auch das CPT-Theorem bestätigt. Es besagt, dass die Zerfallszeiten von Teilchen und ihren Antiteilchen gleich sein müssen. Eine Abweichung davon würde eine Verletzung der Lorentzinvarianz und somit der speziellen Relativitätstheorie zur Folge haben.
| Pion | Kaon | Myon                                                                           |
| --- | --- | ------------------------------------------------------------------------------ |
| Durbin u. a.(1952) Eckhause et al. (1965) Nordberg et al. (1967) Greenburg et al. (1969) Ayres et al. (1971) | Burrowes u. a.(1959) Nordin (1961) Boyarski et al. (1962) Lobkowicz et al. (1969) Ott et al. (1971) Skjeggestad et al. (1971) Geweniger et al. (1974) Carithers et al. (1975) | Lundy (1962) Meyer et al. (1963) Eckhause et al. (1963) Balandin et al. (1974) |

In modernen Teilchenbeschleunigern wird die Zeitdilatation zusammen mit der relativistischen Energie-Impuls-Beziehung bereits routinemäßig bestätigt und ist notwendig bei der Analyse von Kollisionsexperimenten.

### Zwillingsparadoxon
Bailey et al. (1977) überprüften die Lebensdauer von positiven und negativen Myonen im Speicherring des CERN. Sie schickten die Teilchen auf eine Kreisbahn, so dass sie mehrmals wieder zum Ausgangsort zurückkamen. Die in diesem Experiment erzielte Bestätigung der Zeitdilatation ist auch eine Bestätigung des Zwillingsparadoxons, nämlich der Aussage, dass eine zum Ausgangsort zurückkommende Uhr gegenüber der zurückgebliebenen Uhr nachgeht.
Weitere Tests messen zusätzlich die durch Gravitation verursachte Zeitdilatation, siehe Hafele-Keating-Experiment und Wiederholungen.

### Uhrenhypothese
In den weiter oben genannten Experimenten wurde die Zeitdilatation während des Teilchenzerfalls gemessen, als die Teilchen keiner Beschleunigung ausgesetzt waren. Hingegen Bailey et al. (1977) bestätigten auch die sogenannte „Uhrenhypothese“, wonach die Beschleunigung die Zeitdilatation nicht beeinflusst. In ihrem Experiment waren die Myonen einer dauernden transversalen Beschleunigung von bis zu ∼1018 g ausgesetzt, trotzdem erhielten sie den gleichen Wert für die Zeitdilatation wie in den anderen Experimenten. Dies wurde auch von Roos et al. (1980) bestätigt, welche zerfallende Σ-Baryonen einer longitudinalen Beschleunigung zwischen 0,5 und 5,0 × 1015 g unterzogen, und ebenfalls den gewöhnlichen Wert für die Zeitdilatation erhielten.